# دیوید شوت
دیوید شوت (انگلیسی: David Shute) روزنامه‌نگار و تهیه‌کننده تلویزیونی اهل انگلستان است. شهرت وی به واسطهٔ کارهایش در شبکهٔ بی‌بی‌سی است.
وی در مدرسهٔ برندوود در اسکس تحصیل کرد و به استخدام شعبهٔ بی‌بی‌سی در بریستول درآمد و خیلی زود بابت گزارش‌های ماجراجویانه‌اش همچون غواصی در آب‌های عمیق شهرت یافت. وی نخستین کسی در بریتانیا بود که به‌طور زنده به تهیهٔ گزارش در حین عبور از دیوار صوتی پرداخت. وی مجری ثابت «برنامهٔ امروز» در رادیو ۴ بی‌بی‌سی است.
وی پس از بازنشستگی به اسپانیا رفته و در آنجا به عنوان سخنران و مدرس در کشتی‌های گردشی مشغول به فعالیت است.